# دانشگاه پزشکی کانسای
دانشگاه پزشکی کانسای یک دانشگاه خصوصی در هیراکاتا، اوزاکا، ژاپن است. بنای اولیهٔ این مدرسه در سال ۱۹۲۸ تأسیس شد و در سال ۱۹۴۷ به عنوان یک کالج پزشکی زنان فعالیت داشت. در سال ۱۹۵۴ به صورت مختلط درآمد.
این دانشگاه دارای تشکیلات زیر است.

### مدارس تحصیلات تکمیلی
- دانشکده پزشکی فارغ‌التحصیل
- دانشکده پرستاری تکمیلی

### دانشکده‌ها و گروه‌ها
- دانشکده پزشکی
- دانشکده پرستاری
  - گروه پرستاری
- دانشکده توانبخشی
  - گروه فیزیوتراپی
  - گروه کاردرمانی

### موسسات و مراکز
- مرکز آموزش پزشکی
- مرکز تبادلات بین‌المللی
- مرکز پشتیبانی تحقیقات بالینی
- مرکز بازرسی اخلاق
- مرکز تصویربرداری مولکولی بیماری‌ها
- مرکز پشتیبانی IPS/Stem Cell Research
- مرکز آموزش بالینی
- مؤسسه علوم زیست پزشکی

### بیمارستان‌های دانشگاهی
- بیمارستان دانشگاه
- مرکز پزشکی دانشگاه
- بیمارستان کوری
- بیمارستان کوزوها
- کلینیک عمومی تمباشی